# Edward Eliot, III conte di St. Germans
Edward Eliot, III conte di St. Germans (Plymouth, 29 agosto 1798 – St. Germans, 7 ottobre 1877), è stato un diplomatico e politico inglese.

## Biografia
Era il primogenito, e unico figlio maschio, di William Eliot, II conte di St. Germans, e della sua prima moglie, Lady Georgina Leveson-Gower, figlia di Granville Leveson-Gower, I marchese di Stafford. Frequentò la Westminster School (1809–1811) e il Christ Church (Oxford).

## Carriera
St. Germans divenne segretario della legazione a Madrid il 21 novembre 1821. Egli divenne membro del Parlamento per Liskeard quell'anno. Cominciò la sua carriera come un conservatore, rimase fedele a Robert Peel e servì come Junior Lord of the Treasury (1827-1830). In seguito servì come Capo segretario per l'Irlanda e più tardi come Postmaster General nel secondo governo Peel.
Ha mediato il cosiddetto Lord Eliot Convention in Spagna, che mirava alla fine delle esecuzioni indiscriminate delle fucilazione di prigionieri di entrambi i lati nella Prima guerra carlista. Servì come Lord luogotenente d'Irlanda nel governo di coalizione di Lord Aberdeen. Nel 1860, accompagnò il principe di Galles nel suo tour in Canada e negli Stati Uniti.

## Matrimonio
Sposò, il 2 settembre 1824, Lady Jemima Cornwallis (24 dicembre 1803–2 luglio 1856), figlia di Charles Cornwallis, II marchese Cornwallis. Ebbero otto figli:
- Lady Louisa Susan Cornwallis Eliot (17 dicembre 1825–15 gennaio 1911), sposò Walter Ponsonby, VII conte di Bessborough, ebbero otto figli;
- Edward John Cornwallis Eliot, Lord Eliot (2 aprile 1827–26 novembre 1864);
- Granville Charles Cornwallis Eliot (9 settembre 1828–5 novembre 1854);
- William Eliot, IV conte di St. Germans (14 dicembre 1829–19 marzo 1881);
- Ernest Cornwallis Eliot (28 aprile 1831–23 gennaio 1832);
- Lady Elizabeth Harriet Cornwallis Eliot (settembre 1833–16 marzo 1835);
- Henry Eliot, V conte di St. Germans (11 febbraio 1835–24 settembre 1911);
- Charles Eliot (16 ottobre 1839–22 maggio 1901), sposò Constance Rhiannon Guest, ebbero sei figli.

## Morte
Morì il 7 ottobre 1877 a St. Germans.